# Atlas, Schweiz
Atlas är en bergstopp i Schweiz. Den ligger i kommunen Flims och kantonen Graubünden, i den östra delen av landet, 140 km öster om huvudstaden Bern. Toppen på Atlas är 2 925 meter över havet.